# 山﨑あつし
山﨑 あつし（やまさき あつし、本名：- 敦史、1976年7月12日 - 2006年12月23日）は、日本の漫画家、同人作家。
神戸市出身、死去時には三重県に在住。名古屋芸術大学芸術学部日本画科卒業。
作品内容は性描写を含む、いわゆる18禁作品がほとんどである。特に着衣プレイ、パンズラ挿入、処女を描くことが多かった。
趣味は車。ケーターハムのスーパーセブンを2台も乗り継いでおり、走行会やカーミーティングなどにも参加していた。
2006年12月2日、愛車でドライブ中に事故を起こし意識不明の重体となり、入院したが回復しないまま23日に30歳で亡くなった。

## 単行本
- 制服と処女。
- 女子高生の処女喪失
- 着衣性交 -制服編-
- 私とラブラブ★Hしようよ！